# Munkaerőpiaci diszkrimináció
Munkahelyi vagy munkaerőpiaci diszkriminációnak nevezzük azt a jelenséget, amikor a munkáltatók, felettesek vagy munkatársak a munkavállaló képességeit (pl. termelékenységét) egy bizonyos csoporthoz való (vélt vagy valós) hovatartozása alapján ítélik meg, és ez hatással van a munkavállaló munkaerő-piaci helyzetére vagy jövőbeli kilátásaira.
A negatív munkahelyi diszkriminációra példa lehet, ha valakit neme, életkora, szexuális preferenciái, vallási hovatartozása, bőrszíne vagy származása miatt 
- egyáltalán nem, vagy bizonyos munkakörökben nem alkalmaznak;
- ha az adott munkakörben dolgozó egyéb alkalmazottakhoz képest alacsonyabb bérrel vagy fizetéssel alkalmaznak (bérdiszkrimináció);
- előnytelenebb munkakörülmények között alkalmaznak;
- kedvezőtlenebb kilátásai vannak előléptetés, teljesítmény-értékelés, képzési lehetőségek stb. terén.

## Magyarországon leginkább érintett csoportok
Magyarországon a munkáltatók által leginkább diszkriminált csoportok közé a romák, a nők, az idősek és a megváltozott munkaképességűek („rokkantak”) tartoznak.
Bár a munkahelyi diszkrimináció pontos mértékét nehéz becsülni, egy 2014-es vizsgálatból kiderült, hogy a megkérdezettek 76%-a nem tudna elképzelni roma származású felettest, 54% roma származású beosztottat, 42% pedig kollégát. A romák után az LMBTQ csoporthoz tartozókkal és a testi fogyatékosokkal voltak a legkevésbé elfogadók a válaszadók.
A romák foglalkoztatottsága alacsonyabb, mint a nem-romáké. Ennek számos oka van, az egyik diszkrimináció. A kutatások szerint a teljes foglalkoztatottságbeli különbség kb. egyharmadát magyarázza a diszkrimináció.

## Munkahelyi diszkriminációs modellek
A munkahelyi diszkriminációval foglalkozó szakirodalom alapvetően két fő típust különböztet meg: ízlésalapú (preferencia- vagy előítélet-alapú) diszkriminációt, illetve statisztikai diszkriminációt.

### Ízlésalapú diszkrimináció
Ízlésalapú diszkrimináció esetén a diszkriminált csoporthoz tartozó munkavállalók azért szenvednek hátrányos megkülönböztetést a munkaerő-piacon, mert a munkáltatók vagy munkavállalók előítéleteik miatt nem szívesen dolgoznak velük együtt. 
A többségi munkapiaci résztvevők, amennyiben diszkriminatív preferenciákkal rendelkeznek, hajlandóak felárat is fizetni: kevésbé termelékeny vagy magasabb fizetésigényű munkavállalókat alkalmaznak a roma/LMBTQ/mozgássérült/muszlim stb. jelentkezők helyett, vagy maguk vállalják a többletmunka terheit. 
Az ízlésalapú diszkrimináció közgazdasági modellje szerint emiatt az ízlésalapú diszkrimináció költséges a vállalat számára, vagyis az ilyen vállalatok hosszabb távon – piaci verseny mellett – nem maradnak fenn, mivel a nem előítéletes versenytársaik nem viselik ezeket a többletköltségeket, így hatékonyabban tudnak termelni és magasabb profitot képesek elérni.

### Statisztikai diszkrimináció
A statisztikai diszkrimináció modellje szerint a munkáltatók nem azért nem alkalmaznak (vagy alkalmaznak alacsonyabb bérrel) bizonyos csoportokba tartozó munkavállalókat, mert ez saját komfortérzetüket csökkentené, hanem mert az állásra jelentkezők tulajdonságait (termelékenységét) nem képesek közvetlenül megfigyelni, ezért csoportátlagokból kiindulva próbálják az információhiányból fakadó kockázatokat csökkenteni.
Amennyiben az egyes csoportok átlagos termelékenysége alacsonyabb vagy alacsonyabbnak gondolt, a statisztikai diszkrimináció – az ízlésalapú diszkriminációval ellentétben – a vállalat szempontjából racionális döntés: mivel a nem diszkriminált csoportba (ténylegesen, vagy a vélekedés szerint) átlagosan magasabb termelékenységűek tartoznak, az ebbe a csoportba tartozó jelentkező nagyobb valószínűséggel kedvezőbb tulajdonságokkal rendelkezik, mint a diszkriminált csoport tagjai. 
A munkáltató tehát a kockázatot próbálja csökkenteni és ezáltal a vállalat hosszú távú profitját maximalizálni, amikor a csoportok átlagos teljesítményét veszi figyelembe.

## A munkahelyi diszkrimináció mérése

### A tradicionális béregyenlet
A munkáltatói diszkrimináció mérésére a legáltalánosabban használt módszer a tradicionális béregyenlet. Az egyenletben azok a tulajdonságok szerepelnek béreket magyarázó változókként, amelyek leírják a dolgozók megfigyelhető termelékenységét, ilyen például az iskolázottság és a munkapiaci tapasztalat. Ezeken kívül egy adott kisebbségi csoportba való tartozást jelző változók is szerepelnek az egyenletben. 
Ha feltételezzük, hogy a megfigyelt dolgozói tulajdonságok jól mérik a termelékenységet, illetve hogy ezeken a változókon kívül nincs a csoportok között különbség a termelékenységben, a csoportokat jelző változók becsült együtthatóiból kiderül a diszkrimináció mértéke. 
A legnagyobb probléma ezzel a mérési módszerrel, hogy ez a feltételezés azonban túl erős. A csoportok között ugyanis minden valószínűség szerint léteznek nem megfigyelhető és nem mérhető különbségek, amelyek befolyásolják a termelékenységüket.

### A diszkrimináció-tesztelés
A szakirodalomban diszkrimináció-tesztelésnek nevezett módszer lényege a mindennapi élet legkülönbözőbb területein felmerülő diszkrimináció gyakoriságának és jellemzőinek vizsgálata, kontrollált kísérleti elrendezés segítségével. A diszkrimináció-tesztelés a célja szerint lehet: igazságszolgáltatási, kutatási, illetve valamilyen intézmény ellenőrzésének céljából végzett tesztelés.
A tesztelés módszerének lényege a kísérleti elrendezés és a homogenizálás. Olyan helyzeteket választ ki a kutató – állásszerzés, lakásbérlés, igazságszolgáltatás, rendőrségi igazoltatás, szolgáltatás stb. –, amelyekben a diszkrimináció vélhetően elterjedt társadalmi probléma lehet, s tesztelő párok segítségével vizsgálják ennek gyakoriságát. Tehát például egy cigány és egy többségi származású álláskeresõ jelentkezik ugyanarra az állásra.
A homogenizálás lényege, hogy a „diszkrimináció-gyanús” folyamatokat (meghirdetett állás megszerzése, lakásvásárlás, ügyintézés, szolgáltatás stb.) minél több, az adott jelenségre ható tényező hatásától megtisztítják. Például a munkaerő-piaci diszkriminációt a foglalkozások csak azon körében mérik, ahol az adott kisebbség előfordulhat, illetve, hogy a tesztelő párok az állásra való alkalmasság szempontjából lehetőleg minél több lényeges tulajdonsága megegyezik. Ideális esetben az egyetlen eltérés köztük a vizsgálandó etnikai különbség, aminek azonban a lehető legszembeszökőbb (látható, nyelvhasználatból vagy névből következő) módon kell érvényesülnie. 
A jól felépített és kontrollált kísérleti elrendezés biztosítja, hogy az esetlegesen tapasztalt diszkrimináció nagy valószínűséggel a kísérleti változóra, azaz pl. az etnikai hovatartozásra, és ne más különbségre, úgy mint eltérő megjelenésre, képzettségre stb., legyen visszavezethető.